# نوبهار (سقز)
قرية نوبهار (بالكردية: نۆبەھار) هي إحدى القرى التابعة لـسرا في ريف قسم مركزي من مقاطعة سقز، في محافظة كردستان الإيرانية.

## السكان
حسب إحصاءات سنة 2006، بلغ إجمالي السكان في نوبهار 179 نسمة وعدد المساكن 42 مسكن. لغة سكان نوبهار هي اللغة الكردية و هم من أهل السنة والجماعة والمذهب الشافعي.